# T71 Dudelange
T71 Dudelange é um clube de basquetebol que disputa a Nationale 1 de Luxemburgo. Sua sede fica na cidade de Dudelange, Cantão de Esch-sur-Alzette e seus jogos são mandados na arena Grimler.

## Títulos

### Nationale 1
- Campeão (13):1975, 1976, 1977, 1982, 1983, 1984, 1985, 2010, 2011, 2013, 2014, 2015, 2021

### Copa de Luxemburgo
- Campeão (12):1974, 1975, 1977, 1983, 1984, 1988, 1989, 2009, 2012, 2013, 2014, 2016

## Temporada por temporada
| Temporada | Nivel | Liga       | Pos. | Resultado         |
| --------- | ----- | ---------- | ---- | ----------------- |
| 2011-12   | 1     | National 1 | 1    | Finalista         |
| 2012-13   | 1     | National 1 | 4    | Campeão           |
| 2013–14   | 1     | National 1 | 2    | Campeão           |
| 2014–15   | 1     | National 1 | 2    | Campeão           |
| 2015–16   | 1     | National 1 | 2    | Semifinalista     |
| 2016-17   | 1     | National 1 | 4    | Semifinalista     |
| 2017-18   | 1     | National 1 | 4    | Quartas de finais |
| 2018-19   | 1     | National 1 | 3    | Finalista         |
| 2019-20   | 1     | National 1 | 4    |                   |
| 2020-21   | 1     | National 1 | 3    | Campeão           |
| 2021-22   | 1     | National 1 | 8    | Finalista         |
| 2022-23   | 1     | LBBL       | 3º   | Semifinalista     |
| 2023-24   | 1     | LBBL       | 6º   | Quartas de finais |
| 2024-25   | 1     | LBBL       | 3º   | Finalista         |

## Ligações Externas
- «Página oficial» (em inglês)
- Sítio da Federação Luxemburguesa
- Página do clube no eurobasket.com
- T71 Dudelange no Facebook
- Basket T71 Dudelange no YouTube
- T71 Dudelange no Instagram
- T71 Dudelange no X